# Town (singolo)
Town è un singolo del rapper italiano Rondodasosa, pubblicato il 22 marzo 2024 come primo estratto dal mixtape Blue Tape.

## Video musicale
Il video musicale del brano è stato reso disponibile in concomitanza del lancio del singolo sul canale YouTube del rapper.

## Tracce
1. Town – 2:45